# Kalamata FC
El Kalamata FC (en griego: Π.Σ. Η Καλαμάτα) es un equipo de fútbol de Grecia que milita en la Segunda Superliga de Grecia, la segunda liga de fútbol más importante del país.

## Historia
Fue fundado en el año 1967 en la ciudad de Kalamata a raíz de la fusión del Apollon Kalamata con otros equipos de la ciudad y 5 años después lograron el ascenso a la Superliga de Grecia, aunque en ese mismo año descendieron.
En la temporada siguiente retornaron a la máxima categoría de la mano de su presidente Lykourgos Gaitanaros, en la que se le conoce como la Época Dorada del club, pero ese año volvieron a descender y no fue hasta los años 90s que retornaron a la máxima categoría.
El club tuvo una segunda Época Dorada gracias al apoyo del empresario internacional Stavros Papadopoulos, quien tomó al equipo en 1992 cuando fromaban parte de la Gamma Ethniki, puso dinero de su bolsa para hacer crecer al club y en 1995 retornaron a la Superliga de Grecia, aunque dos años más tarde descendieron a la Beta Ethniki, retornando al máximo circuito al año siguiente. Han jugado 7 temporada en la máxima categoría hasta el momento.
Luego de que Papadopoulos dejara al club, comenzaron los descensos, pero en su momento trajeron varios jugadores como los ghaneses Samuel Johnson, Afo Dodoo, Ebenezer Hagan, Peter Ofori-Quaye y Derek Boateng, los cuales ayudaron al club a tener sus mejores resultados, aunque con grandes problemas: la transferencias de Johnson al RSC Anderlecht de Bélgica y más tarde en el Fenerbahçe SK de Turquía; el traspaso de Hagan al Iraklis FC y luego al PAOK; la venta récord de Ofori-Quaye al Olympiakos FC por $3.5 millones y Boateng se marchó al Panathinaikos FC. También el Kalamata FC se distinguió en los 90s por la producción de jugadores griegos como Nikos Liberopoulos, seleccionado nacional y campeón en la Eurocopa 2004 y que llegó a jugar en el Eintracht Frankfurt de Alemania.
No todo fue bueno en ese periodo, ya que el club desperdició oportunidades de contratación de jugadores como el brasileño Ronaldo, el cual lo ofracieron al club por $50.000 cuando el jugador apenas tenía 15 años porque según Papadopoulos era inadecuado para el cuerpo técnico, así como el mediocampista mundialista en Corea y Japón 2002 Juninho Paulista, al que en 1996 lo ofrecieron al club por $500.000, pero no lo aceptaron porque supuestamente el precio por el jugador era muy alto.
El club con esas experiencias aprendió lecciones, como la de no desperdiciar talento brasileño y la de alguno veteranos de grandes equipos de Brasil, ya que fueron los brasileños los que ayudaron al club a ascender en 1998 como Hilton Assis (primo de Ronaldinho Gaucho), el cual retornó a Brasil cuando Papadopoulos vendió al equipo.

## Rivalidades
Sus principales rivales son el Paniliakos FC de la ciudad de Pyrgos y el Egaleo FC de la capital Atenas, así como sus vecinos del Messiniakos FC.

## Aficionados
Tiene uno de los grupos de seguidores más famosos de Grecia, los cuales se llaman Bulldogs Fan Club.

## Palmarés
- Beta Ethniki: 2[6]

1971/72 (Grupo 1), 1973/74 (Grupo 2)
- Gama Ethniki: 1

2020/21
- Delta Ethniki: 1

2010/11

## Participación en competiciones de la UEFA
| Temporada | Torneo             | Ronda | Club            | Casa | Visita |
| --------- | ------------------ | ----- | --------------- | ---- | ------ |
| 2000      | UEFA Intertoto Cup | 3     | FK Chmel Blšany | 0−3  | 0–5    |

## Jugadores

### Jugadores destacados
| - Samuel Johnson - Afo Dodoo - Ebenezer Hagan - Peter Ofori-Quaye | - Derek Boateng - Nikolaos Liberopoulos - Jerry Simons - Marcelo Leite Pereira | - Evangelos Nastos - Luis Darío Calvo - Zdenko Muf - Hilton Assis |